# Thonne
Pour les articles homonymes, voir Thonne (homonymie).
Pour les articles ayant des titres homophones, voir Tonne.
La Thonne est une rivière de Belgique et de France, affluent de la Chiers en rive droite, faisant partie du bassin versant de la Meuse. Elle prend sa source en Gaume (Belgique), avant de traverser la frontière française et continuer son parcours dans le département de la Meuse. Elle est écrite avec deux orthographes, la Tone à sa source, puis en passant la frontière elle prend son orthographe la plus connue, la Thonne.

## Géographie

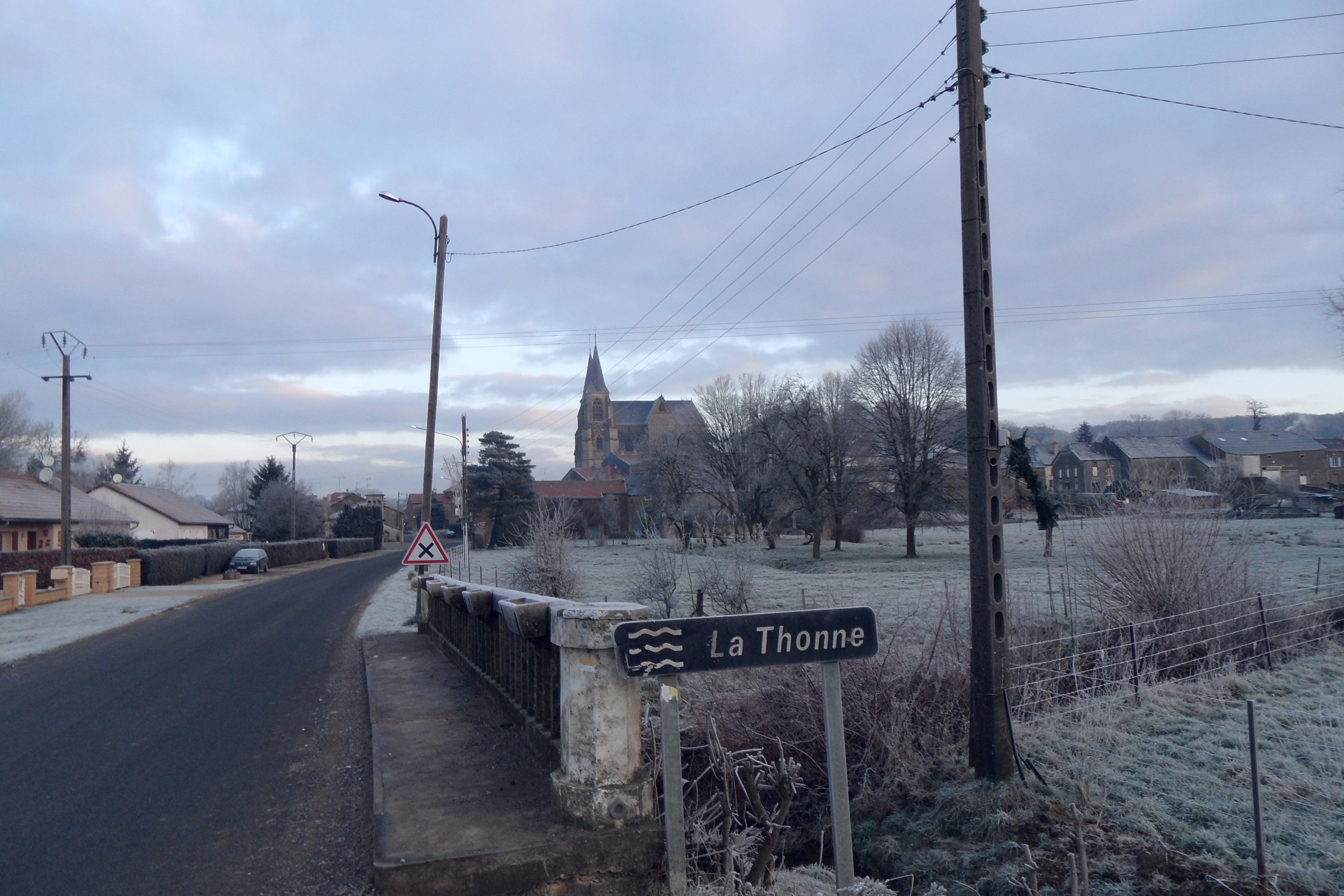
Pont sur la Thonne à Avioth.

De 15,2 km de longueur, dont 11,4 km en France et 3,8 km  en Belgique), la Thonne prend sa source en Belgique, au sud de Gérouville (commune de Meix-devant-Virton), dans la province de Luxembourg, au sein des forêts séparant les bassins de la Semoy ou Semois et de la Chiers. La Thonne y traverse le village de Sommethonne. Après avoir franchi la frontière, elle entame une longue courbe qui la fait s'orienter vers l'ouest, puis elle effectue à Thonnelle un nouveau virage vers le sud, direction qu'elle maintient tout au long du reste de son parcours. Elle se jette dans la Chiers (rive droite) à Thonne-les-Près, à très peu de distance en aval de Montmédy.

## Hydronymie
Le nom de la rivière Thonne est issu de Todenna : « [ eau ] qui fait des vagues », du celtique *tundenna, de *tundâ « vague ».

## Toponymes
La Thonne a donné son hydronyme aux trois communes suivantes : Thonne-la-Long, Thonnelle, et Thonne-les-Près et au village belge de Sommethonne sur la commune de Meix-devant-Virton.

## Localités traversées
- En Belgique, la Thonne ne traverse que le village de Sommethonne (commune de Meix-devant-Virton).
- En France, elle baigne les localités de Thonne-la-Long, Avioth, Thonnelle, et Thonne-les-Près.

## Affluents
La Thonne a cinq affluents référencés plus un non lié au SANDRE, mais dans le même bassin versant La Thonne (B441) : le ruisseau de Breux :
- le ruisseau des Grands Près (rg), 1,3 km sur la seule commune de Thonne-la-Long ;
- le ruisseau de Launois (rg), 1 km sur la seule commune de Thonne-la-Long ;
- le ruisseau du Chue (rg), 1 km sur la seule commune de Thonne-la-Long ;
- le ruisseau de Breux (rd), 5,5 km sur les deux communes de Avioth et Breux avec deux affluents[4] :
  - le ruisseau du Vieux Pré (rd), 1,6 km sur la seule commune de Breux,
  - la Grand Fosse d'Aune (rg), 1,5 km sur la seule commune de Breux ;
- le ruisseau des Minières (rd), 4,4 km sur les quatre communes de Thonnelle, Thonne-le-Thil, Avioth et Breux ;
- la Guerlette (rd), 3,9 km sur les deux communes de Thonnelle et Thonne-le-Thil.

## Hydrologie

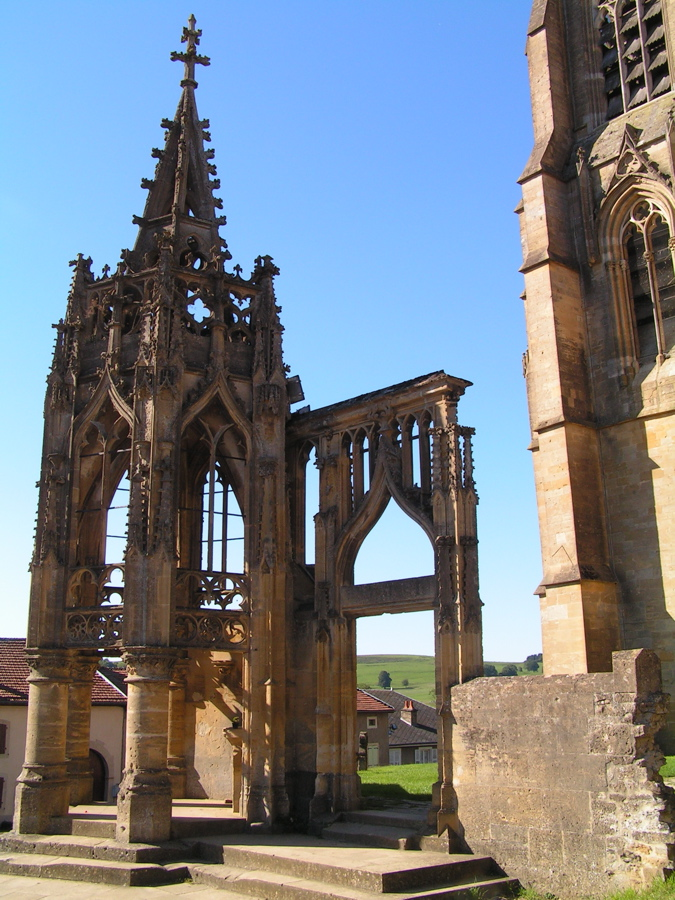
La Recevresse à Avioth.

La Thonne est certes une petite rivière, mais, puissamment alimentée, elle est abondante, comme l'ensemble des cours d'eau de cette région frontière. Son débit a été observé sur une période de 19 ans (1973-1991), à Thonne-les-Près, localité du département de la Meuse située dans la proche banlieue de Montmédy, au niveau de son confluent avec la Chiers. Le bassin versant de la rivière y est de 54,3 km2, soit sa quasi-totalité.
Le module de la rivière à Thonne-les-Près est de 0,832 m3/s.
La Thonne présente des fluctuations saisonnières de débit peu marquées, comme bien souvent dans cette région de France, avec des hautes eaux d'hiver portant le débit mensuel moyen à un niveau situé entre 1,15 et 1,41 m3/s, de décembre à mars inclus (avec un maximum en janvier et surtout février). Dès fin mars, le débit diminue très progressivement jusqu'à la période des basses eaux en fin d'été (août et septembre), avec un débit moyen mensuel minimal de 0,417 m3/s au mois de septembre, ce qui reste abondant pour une aussi petite rivière. Mais les fluctuations sont bien plus prononcées sur de courtes périodes et d'après les années.
À l'étiage, le VCN3 peut chuter jusque 0,190 m3/s, en cas de période quinquennale sèche, ce qui reste très confortable étant donné de débit moyen de 0,83 m3/s.
Les crues peuvent être assez importantes, compte tenu de la petitesse du bassin versant. Les QIX 2 et QIX 5 valent respectivement 7 et 9,6 m3/s. Le QIX 10 est de 11 m3/s, le QIX 20 de 13 m3/s. Le QIX 50 n'a pas été calculé, étant donné sans doute l'insuffisance de la durée d'observation de la rivière.
Le débit instantané maximal enregistré à Thonne-les-Près a été de 12,5 m3/s le 27 février 1990, tandis que la valeur journalière maximale était de 7,17 m3/s le 7 février 1984. En comparant la première de ces valeurs à l'échelle des QIX de la rivière, il ressort que cette crue était à peine d'ordre vicennal et donc destinée à se reproduire tous les 20 ans en moyenne.
Au total, la Thonne est une rivière abondante, bien alimentée par des précipitations elles aussi abondantes, dans cette région du nord-ouest de la Lorraine. La lame d'eau écoulée dans son bassin versant est de 485 millimètres annuellement, ce qui est très élevé dans la moitié nord de la France, nettement supérieur à la moyenne d'ensemble de la France tous bassins confondus (320 millimètres), supérieur à la moyenne du bassin de la Chiers (419 millimètres), ainsi que de la Meuse à Chooz, près de sa sortie du territoire français (450 millimètres). Le débit spécifique de la rivière (ou Qsp) atteint 15,3 litres par seconde et par kilomètre carré de bassin.

## Patrimoine - Tourisme
- Breux : nombreux vestiges gallo-romains dont substructions d'une villa romaine. Maisons anciennes. Fort belle église Saint-Remi édifiée en 1825, avec dôme.

- Avioth : fort belle et imposante basilique gothique Notre-Dame édifiée aux XIIIe siècle et XIVe siècle, un des plus beaux chefs-d'œuvre d'art religieux en Lorraine[réf. nécessaire], important lieu de pèlerinage au Moyen Âge. L'église est dotée d'un petit bâtiment du XVe siècle, unique en France, la Recevresse, destiné semble-t-il à recevoir les offrandes des fidèles. Maisons anciennes. Illuminations les week-ends d'été.

- Thonne-les-Près : vestiges d'un ancien château-fort. Château de Laval reconstruit au XIXe siècle avec ses dépendances : écuries, chiennerie et orangerie, et son parc. Viaduc du chemin de fer construit au XIXe siècle. Plateau boisé. Point de vue sur les vallées de la Thonne et de la Chiers, et sur Montmédy toute proche. Promenades et randonnées en forêt. Pêche, chasse. La rivière est franchie par le viaduc de Thonne-les-Près de 187 m de longueur portant la ligne de Mohon à Thionville.